# 约翰·道布森
约翰·道布森（英語：John Lowry Dobson，1915年9月14日—2014年1月15日），美国天文学家，道布森望远镜的发明者。

## 生平
道布森1915年出生于中国的北京，外祖父曾参与创办了北京大学。1927年，道布森随父母移居美国旧金山，1943年毕业于伯克利加州大学化学系，1944年在旧金山一所寺庙出家，成为一个印度教僧侣，但在23年后还俗。在寺庙生活期间他潜心钻研望远镜制造技术，制造过口径12厘米的反射望远镜，并且改进了望远镜的支架系统，使之更稳定、灵活和易于携带。装有这种支架的望远镜以他的名字命名，称为杜布森望远镜。1968年，道布森和朋友在旧金山创办了旧金山路边天文学家组织，倡导并举办路边天文等面向公众的天文科普活动。
据北京大学青年天文学会骨干考证，传说参与建立了北京大学的道布森先生的外祖父，实际上可能是燕京大学前身之一、汇文书院的创始人兼校长刘海澜博士（Hiram Harrison Lowry）。

## 纪念
小行星18024以他的名字命名。